# Marie Amière

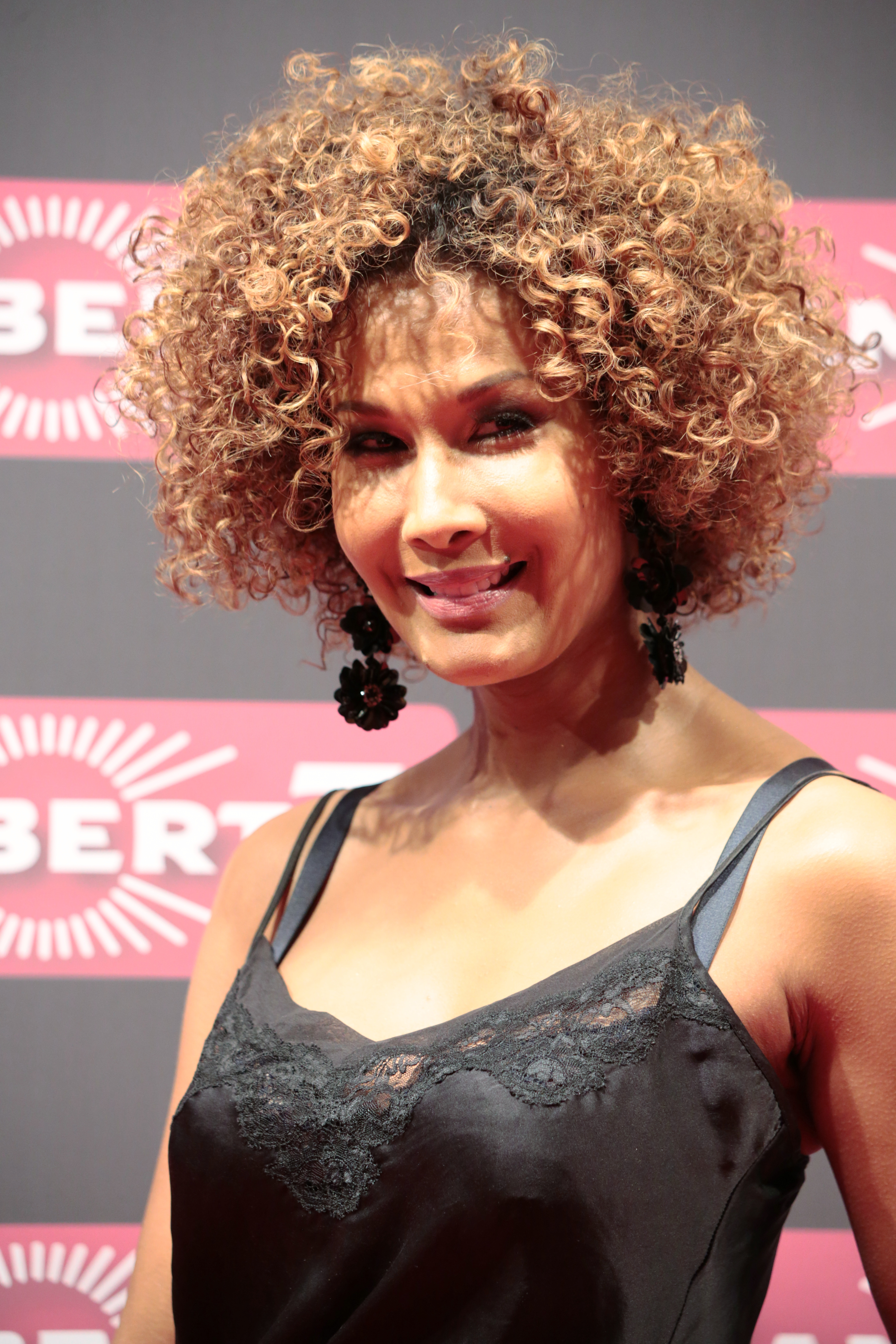
Marie Amière (2018)

Marie Amière (* 22. November 1976 in Hamburg) ist ein deutsches Model und Moderatorin.

## Leben
Die Tochter eines Ghanaers und einer Deutschen wuchs zusammen mit vier Geschwistern in Hamburg-Steilshoop auf.
Im Alter von 14 Jahren wurde sie auf der Straße angesprochen und als Model zu einer Modenschau eingeladen. Dies war der Beginn ihrer Karriere. Im Alter von 19 Jahren wirkte Amière bei mehreren Fernsehauftritten von Dieter Bohlen mit dem Song „Laila“ seines Musikprojektes Blue System mit, u. a. in der ZDF Hitparade. Später arbeitete sie u. a. für namhafte Designer-Labels wie Chopard, Montblanc, Escada, C&A und Wolfgang Joop sowie mit Starfotografen wie David Drebin, Bruno Bisang und Mayk Azzato. 
Parallel dazu brachte Amière 2010 ihre eigene Modelinie auf den Markt. 2011 designte sie eine Dirndl-Couture-Kollektion, und 2014 kreierte sie die High-Heels anlässlich der WM. Darüber hinaus kam 2012 ihre Wäsche-Kollektion auf den Markt.
Neben ihrer Model- und Designkarriere führt Marie Amière auch als Moderatorin für Airfield, Laurèl, Porsche, Douglas u. v. a. durch den Abend. In der Wochenserie „Die Chance deines Lebens“ bei ProSieben taff unterstützte Amière vier Kandidaten auf dem Weg in eine bessere Zukunft.

## Engagement
Amière engagiert sich für die DKMS LIFE. Sie unterstützt diese mit ihrem Know-how und ist Patin der Make-up- und Kosmetik-Seminare, wodurch sie Krebspatientinnen ein neues Lebensgefühl und Mut schenkt. Für Amière eine besondere Aufgabe, denn ihre Mutter und Großmutter erlagen selbst dieser Krankheit. Für ihr Engagement wurde sie 2015 im Rahmen des Dreamballs der DKMS LIFE mit dem „Douglas CHARITY STAR“ ausgezeichnet. Zudem engagiert sich das Model als Glücksbotschafterin für die Stiftung Kinderjahre.